# زوزانا لیت
زوزانا لیت (لهستانی: Zuzanna Lits؛ زادهٔ ۷ سپتامبر ۱۹۹۴) بازیگر اهل لهستان است.
از فیلم‌ها یا مجموعه‌های تلویزیونی که وی در آن‌ها نقش داشته‌است، می‌توان به در خوشی و سختی، صد سال خاندان وینیخ، نشانه، فرصت دوباره، کمیسر آلکس، پدر متیو، در خیابان سپولنی، رنگ‌های خوشبختی و یک خانواده لهستانی اشاره نمود.